# آورس راین
آورس راین (به لاتین: Avers Rhine) یک رود در سوئیس است که در کانتون گراوبوندن واقع شده‌است.